# 유대 (용구후)
유대(劉代, ? ~ ?)는 전한 중기의 제후이다. 가족관계가 분명치 않은 인물로, 《사기》에서는 강도역왕의 아들, 《한서》에서는 치천의왕의 아들이라고 한다.

## 생애
원삭 2년(기원전 127년), 용구후(龍丘侯)에 봉해졌다.
원정 5년(기원전 112년), 주금을 법도에 맞지 않게 헌납한 죄로 작위가 박탈되었다.

## 출전
- 사마천, 《사기》 권21 건원이래왕자후자연표
- 반고, 《한서》 권15상 왕자후표 上

| 선대 (첫 봉건) | 전한의 용구후 기원전 127년 5월 을사일 ~ 기원전 112년 | 후대 (봉국 폐지) |